# Thực vật có phôi
Thực vật có phôi (Embryophyta) là nhóm phổ biến và quen thuộc nhất của thực vật. Chúng bao gồm cây gỗ, cây hoa, dương xỉ, rêu và nhiều loại cây xanh đất liền khác. Tất cả đều là sinh vật nhân chuẩn đa bào phức tạp với các cơ quan sinh sản chuyên biệt. Với một số ít ngoại lệ, thực vật có phôi nói chung thu được năng lượng từ quang hợp (nghĩa là bằng cách hấp thụ ánh sáng); và chúng tổng hợp thức ăn cho mình từ dioxide cacbon. Thực vật có phôi có thể phân biệt với tảo đa bào có sử dụng diệp lục ở chỗ chúng có các mô vô sinh trong các cơ quan sinh sản. Ngoài ra, thực vật có phôi chủ yếu thích nghi với cuộc sống trên đất liền, mặc dù một số loài là thủy sinh thứ cấp. Vì thế, đôi khi người ta còn gọi thực vật có phôi là thực vật đất liền hay thực vật trên đất liền hoặc thực vật trên cạn.
Người ta cho rằng thực vật có phôi đã phát triển lên từ các tảo lục phức tạp (Chlorophyta) trong đại Cổ Sinh. Nhóm Charales hay luân tảo dường như là minh họa còn sinh tồn tốt nhất cho bước phát triển này. Các thực vật tương tự như tảo này phải trải qua quá trình luân phiên giữa thể đơn bội và lưỡng bội trong các thế hệ (tương ứng là thể giao tử và thể bào tử). Tuy nhiên, ở các thực vật có phôi đầu tiên thì thể bào tử đã rất khác biệt về cấu trúc và chức năng, mặc dù vẫn duy trì ở dạng nhỏ và phụ thuộc vào cha mẹ trong suốt cuộc đời ngắn của nó. Những thực vật như vậy được gọi là 'thực vật không mạch' hay 'rêu'. Chúng bao gồm các nhóm còn sinh tồn sau:
- Bryophyta (rêu thật sự)
- Anthocerotophyta  (rêu sừng)
- Marchantiophyta  (rêu tản)

Tất cả các nhóm rêu nói trên là tương đối nhỏ về kích thước và thông thường gắn liền với các môi trường ẩm ướt, dựa vào nước để phát tán các bào tử của chúng.
Các thực vật khác, thích nghi tốt hơn với các điều kiện trên đất liền, đã xuất hiện trong kỷ Silur. Trong kỷ Devon, chúng đã đa dạng hóa và lan tỏa tới nhiều môi trường đất khác nhau, trở thành thực vật có mạch (Tracheophyta). Thực vật có mạch có các mô mạch (quản bào), có chức năng chuyên chở nước trong cơ thể và có lớp biểu bì (lớp cutin) để ngăn chặn sự thoát nước và giữ ẩm. Ở phần lớn thực vật có mạch, thể bào tử là các thành phần thống lĩnh và chúng phát triển thành các lá, thân và rễ, trong khi thể giao tử vẫn là rất nhỏ và ít.
Tuy nhiên, nhiều thực vật có mạch vẫn phát tán bằng bào tử. Chúng bao gồm 2 nhóm còn sinh tồn là:
- Lycopodiophyta (thông đất, thạch tùng)
- Pteridophyta (dương xỉ, mộc tặc)

Các nhóm khác, lần đầu tiên xuất hiện vào cuối đại Cổ Sinh, sinh sản bằng cách sử dụng các nang có khả năng giữ ẩm, được gọi là hạt. Các nhóm này được gọi là tương ứng là thực vật có hạt (Spermatophyta). Ở các dạng này, thể giao tử bị suy giảm hoàn toàn, tạo ra các dạng đơn tế bào gọi là phấn và trứng, trong khi thể bào tử bắt đầu cuộc sống của nó là nằm trong hạt. Một số thực vật có hạt có thể sống sót trong các điều kiện cực kỳ khô cằn chứ không giống như các tiền bối của nó là dạng gắn liền với nước nhiều hơn. Thực vật có hạt bao gồm các nhóm còn sinh tồn sau:
- Cycadophyta (Tuế)
- Ginkgophyta (Bạch quả)
- Pinophyta (Thông)
- Gnetophyta (Dây gắm)
- Magnoliophyta/Angiospermae (Thực vật có hoa, thực vật hạt kín)

Bốn nhóm đầu tiên được gọi chung là thực vật hạt trần, do thể bào tử phôi mầm của chúng không được bao bọc cho đến sau khi thụ phấn. Ngược lại, trong số thực vật có hoa hay thực vật hạt kín thì phấn hoa đã phát triển một ống để thâm nhập vào lớp áo hạt. Thực vật hạt kín là nhóm lớn của thực vật đã xuất hiện sau cùng, phát triển lên từ thực vật hạt trần trong thời gian của kỷ Jura, và sau đó lan truyền nhanh chóng trong kỷ Phấn Trắng. Ngày nay, chúng là nhóm thực vật thống lĩnh nhất trong quần xã sinh vật đất liền.
Lưu ý rằng phân loại thực vật ở cấp bậc cao là biến động một cách đáng kể. Một số tác giả đã hạn chế giới Plantae là chỉ bao gồm Embryophyta, nhưng các tác giả khác thì lại đặt cho chúng nhiều loại tên và cấp bậc. Các nhóm liệt kê ở đây là các ngành thông thường hay được đề cập tới, nhưng cũng có thể chỉ được coi là các lớp, và đôi khi chúng bị dồn lại thành ít ngành hơn (tới 2). Một số phân loại coi thuật ngữ Embryophyta như là nhóm ở cấp  siêu ngành, bao gồm các thực vật đất liền và một số loài trong nhóm Charophyceae trong phân giới được đặt tên là Streptophyta.
Ở cấp độ hiển vi, các tế bào của thực vật có phôi vẫn là tương tự như các tế bào ở tảo lục. Chúng là các tế bào nhân chuẩn, với thành tế bào bao gồm xenluloza và các thể hạt bao quanh bởi hai lớp màng. Chúng thông thường có dạng là lạp lục, tiến hành quang hợp và lưu trữ nguồn dự trữ thức ăn dưới dạng tinh bột với đặc trưng là có các sắc tố dưới dạng các diệp lục a và b, nói chung làm cho chúng có màu xanh lục. Thực vật có phôi nói chung có không bào trung tâm phình to, tạo ra sức trương tế bào và giữ cho thực vật được cứng. Chúng không có các roi và trung thể, ngoại trừ ở một số giao tử nhất định.